# Cantón de Tilarán
Tilarán es el octavo cantón de la provincia de Guanacaste, al norte de Costa Rica. Está ubicado en una zona montañosa al extremo oeste de la Sierra Minera de Tilarán, una sección de la Cordillera Volcánica de Guanacaste.
La ciudad de Tilarán está ubicada a  5 km al sur del lago Arenal, cuenta con una gran afluencia de turistas nacionales y extranjeros, pues es el punto exacto donde convergen las carreteras que comunican el aeropuerto de Guanacaste de Liberia, Monteverde y el volcán Arenal. Desde esta ciudad es posible divisar los volcanes Miravalles y Tenorio y de unos cuantos kilómetros al este se divisa también el volcán Arenal.

## Historia
En la época precolombina, el territorio que actualmente corresponde al cantón de Tilarán, estuvo habitado por indígenas del llamado grupo de los huetares. En la región existió una calzada de piedra o camino que atravesaba la sierra minera de Tilarán, pasando por los alrededores del volcán Arenal, que utilizaban los aborígenes para comunicarse entre los litorales Pacífico y Caribe.
Según el historiador Percy Rodríguez Argüello, coautor del libro Tilarán: cien años movidos por los vientos de progreso en el cantón de se encontró una punta estilo Clovis, lo que evidencia presencia humana entre el 10.000 y el 8.000 a. C. y coloca al cantón con uno de los pocos sitios donde con este tipo de hallazgo y por tanto, con esa antigüedad. 
Según este historiador, la evidencia arqueológica permite dividir la historia antigua de Tilarán en los siguientes períodos: "sitios temporales muy pequeños entre el 8.000-2.000 a.C.; agricultura, alfarería temprana y el primer registro en Costa Rica de un asentamiento, entre el 2000-500 a.C., asentamientos con mayor población entre el 500 ap. y el 600 d.C.; una disminución de la población entre el 600-1300 d.C. y caseríos muy dispersos, entre el 1300 -1550 d.C.".
A finales del siglo XIX y principios del XX se originó una migración de habitantes provenientes del Valle Central, principalmente de San Ramón, Alajuela, Poás, Atenas y otros lugares. Entre los años de 1880 y 1900 hubo dos factores importantes que atrajeron las corrientes migratorias a la zona; uno de ellos fue las minas de Abangares y el otro los bosques primitivos de cedro amargo, que requirieron de gran cantidad de mano de obra para explotarlos. En 1888 algunas familias penetraron hasta Santa Rosa (hoy villa Los Ángeles) donde se establecieron. Poco a poco los trabajadores se convirtieron en colonos, fundando en 1905, el caserío de La Cabra, localizada a un kilómetro al sureste de donde en este momento se asienta la ciudad de Tilarán.
La primera veta de oro en la zona minera de El Líbano fue descubierta en 1907, diez años después comenzó a explotarse.
La primera escuela se estableció a principios del siglo XX, en el caserío La Cabra. En 1908, el Gobierno se hizo cargo de cubrir el salario de la maestra; al año siguiente se construyó un aula, ubicada al este de la actual Catedral. En 1936, en la administración de León Cortés Castro, se inauguró el edificio bautizándose con el nombre de Escuela Central de Tilarán; en 1981 se rebautizó con el nombre de José María Calderón Mayorga. El Liceo Maurilio Alvarado Vargas inició sus actividades docentes en 1952, en la administración de Otilio Ulate Blanco, como una escuela complementaria hasta tercer año de educación secundaria; en 1984 se bautizó con el nombre actual. En 1966 por iniciativa de Monseñor Román Arrieta Villalobos, en ese momento, obispo de la diócesis de Tilarán, se creó el Instituto de Educación Familiar, Colegio Vocacional Femenino, que en un principio fue financiado por el episcopado alemán; actualmente se denomina Instituto Tilarense de Educación Familiar.
Por acuerdo No 457 del 26 de septiembre de 1910 de la Cartera de Gobernación, en atención a solicitud de los vecinos de la población de La Cabra, se le cambió el nombre por Tilarán. En relación con el nombre original de la ciudad, existe la versión que el mismo se debió, a que la quebrada quedaba cerca del lugar del cual nació el caserío, y el nombre de ésta a las cabras que la utilizaban como abrevadero; otra explicación se refiere a unos cazadores que encontraron a una hermosa cabra saciando su sed en las aguas de esa quebrada y desde entonces siguieron denominándole Quebrada La Cabra, nombre que posteriormente dieron al caserío que formaron próximo a sus márgenes.
La primera ermita se construyó en 1910, ubicada en el mismo lugar donde se encuentra hoy la Catedral. Durante el arzobispado de Monseñor Rafael Otón Castro Jiménez, primer arzobispo de Costa Rica, en el año de 1931, se erigió la parroquia, dedicada a San Antonio. El 22 de julio de 1961, por Constitución Apostólica Qui Aeque, se estableció la diócesis de Tilarán, de la provincia eclesiástica de Costa Rica, su primer obispo fue y a la iglesia se le otorgó la categoría de catedral.
E1 22 de septiembre de 1913, por acuerdo ejecutivo, el barrio Tilarán subió a la categoría de distrito, como tercero del cantón de Cañas.
La primera cañería se construyó en 1913 con aguas del río Santa Rosa, en el cual se hizo una represa y por medio de una zanja por la cual se conducía el agua a un tanque. El alumbrado eléctrico se instaló en 1924; obras realizadas durante la primera y segunda administración de Ricardo Jiménez Oreamuno.
En la administración de Julio Acosta García, el 21 de agosto de 1923, en ley N.º 170, se le otorgó el título de Villa a la población de Tilarán, cabecera del cantón creado en esa oportunidad. Tiempo después, el 9 de agosto de 1945, en el gobierno de Teodoro Picado Michalski, se decretó la ley N.º 151 que le confirió a la villa la categoría de ciudad.
El 7 de enero de 1924 se llevó a cabo la primera sesión del Consejo de Tilarán, integrado por lo regidores propietarios señores Alberto Vargas Madrigal, presidente; José Calderón Herrera, vicepresidente; Marciano Campos Elizondo, el secretario municipal fue Benjamín Arias y el jefe político Chalía Vega.
En 1927 se construye en los terrenos que actualmente está la escuela un nuevo edificio, más amplio y cómodo para hacer frente a la creciente matrícula. Cabe destacar que este terreno fue donado por el señor José María Calderón Mayorga. En 1954, se construyó el edificio que actualmente ocupa la escuela José María Calderón Mayorga. El 25 de julio de 1982, se bautiza la Escuela Central de Tilarán, con el nombre de José María Calderón Mayorga.
El primer director fue el señor Claudio Alvarado Oreamuno. La primera graduación fue en 1934, cuyos alumnos fueron: Marta Boniche Ugalde, Hilma Jenkins Chavarría, Julianita Echeverría López, Elvia Echeverría López, Ana María Arias Ugalde, Lía Azofeifa Álvarez, Hernán Elizondo Arce, Manuel Boniche Ugalde, Demetrio Boniche Ugalde, Rafael Ángel Zamora Gómez, Carlos Valerio Murillo, Juan Sandoval, Franklin Cabezas.
Por acuerdo n.º 457 del 26 de septiembre de 1910, de la Cartera de Gobernación, en atención a la solicitud de los vecinos de la población de La Cabra, se le cambió el nombre por Tilarán. Se cuenta que la iniciativa para tal solicitud se basó en la recomendación verbal del entonces Presidente de la República Lic. Ricardo Jiménez Oreamuno.
Con la incursión del Proyecto Hidroeléctrico de Arenal las condiciones de vida y las principales actividades económicas se vieron modificadas principalmente por la reubicación de las poblaciones y por el desarrollo del turismo, agroindustria, incremento en la ganadería de leche entre otras actividades a la vez que se daba inicio a un proceso de transformación cultural entre los habitantes del cantón.
Este proyecto tendría un embalse de 80 km² de área con capacidad para almacenar 1800 millones de m³ cúbicos de agua, lo cual varió con la ampliación de la presa Sangregado. El aprovechamiento de las aguas se planteó desde dos aspectos, uno la construcción de la planta Arenal-Corobicí y el otro en un Proyecto de Desarrollo de la Cuenca Baja del Río Tempisque, para solventar problemas de sequías durante la estación seca, los cuales perjudicaban las actividades agropecuarias de la región. Años más tarde la Planta de Sandillal vendría a convertirse en el tercer aspecto de aprovechamiento de las aguas provenientes de Arenal.
El 11 de junio de 2020, debido a la necesidad de crear un nuevo distrito, segregado de Quebrada Grande, así como gracias al entusiamo  manifestado por la comunidad; la Asamblea Legislativa de Costa Rica aprobó por unanimidad, con 40 votos a favor, el proyecto 20.965 “Ley para la creación del octavo distrito del cantón de Tilarán” Creando así a Cabeceras; el distrito "más joven" de la división territorial.

### Cantonato
El cantón fue creado por la ley n.º 170 del 21 de agosto de 1923 donde se contempla la creación, límites y división territorial con solo cuatro distritos. Luego mediante decreto ejecutivo 12093G se da una modificación de los límites contando con siete distritos, a saber: Tilarán, Quebrada Grande, Tronadora, Santa Rosa, Líbano, Tierras Morenas y Arenal. A los cuales se agregaría luego Cabeceras, octavo distrito del cantón, gracias a la aprobación del proyecto de ley 20.965 del año 2020. 
Tilarán procede del cantón Cañas, establecido este último en decreto ejecutivo No 9 del 12 de julio de 1878.

## Ubicación
Los límites del cantón son:
- Norte: Guatuso
- Oeste: Cañas
- Este: San Carlos
- Sureste: San Ramón
- Sur: Abangares y Monteverde

## Geografía
Cantón de Tilarán cuenta con un área de 669,23 km² y una altitud media de 1504 m s. n. m.
La anchura máxima es de cuarenta y cuatro kilómetros, en dirección noroeste a sureste, desde la unión del río Corobicí, y Quebrada Peñasco, hasta la confluencia del caño Negro y el río San Gerardo.

## División administrativa
Tilarán consta de los siguientes ocho distritos, con sus cabeceras y poblaciones totales (2020): 
1. Tilarán
2. Quebrada Grande
3. Tronadora
4. Santa Rosa
5. Líbano
6. Tierras Morenas
7. Arenal
8. Cabeceras

### Leyes y decretos de creación y modificaciones
- Acuerdo Ejecutivo 457 de 26 de septiembre de 1910 (Cambia de nombre “La Cabra” por “Tilarán”).
- Acuerdo Ejecutivo 465 de 2 de septiembre de 1913 (Tilarán se eleva a la categoría distrito 3 del cantón Cañas).
- Ley 170 de 21 de agosto de 1923 (Creación, límites y división distrital de esta Unidad Administrativa, segregado de Cañas).
- Decreto 16 de 23 de septiembre de 1926 (Señala distrito Cañas y distritos de Tilarán).
- Ley 151 de 9 de agosto de 1945 (Título de ciudad a la villa Tilarán).
- Ley 4541 de 17 de marzo de 1970 (Creación y límites de cantón Guatuso colindante con esta Unidad Administrativa).
- Decreto Ejecutivo 10002-G de 16 de abril de 1979 (Creación y límites del distrito 7° Arenal).
- Decreto Ejecutivo 12093-G 26 de noviembre de 1980 (Modifica los límites del distrito 1).
- Ley 9868 del 8 de julio de 2020 (Creación del distrito 8° Cabeceras, del cantón VIII, Tilarán).

## Demografía
Para el año 2022, Cantón de Tilarán cuenta con una población estimada de 21 232 habitantes, y para el último censo efectuado, en 2011, Cantón de Tilarán contaba con una población de 19 640 habitantes.
De acuerdo con el censo nacional del 2011, la población del cantón era de 19 640 habitantes, de los cuales, el 5,7 % nació en el extranjero. El mismo censo destaca que había 6018 viviendas ocupadas, de las cuales, el 65,9 % se encontraba en buen estado y había problemas de hacinamiento en el 2,5% de las viviendas. El 50,7% de sus habitantes vivían en áreas urbanas.
Entre otros datos, el nivel de alfabetismo del cantón es del 96,4%, con una escolaridad promedio de 7,3 años. El mismo censo detalla que la población económicamente activa se distribuye de la siguiente manera:
- Sector Primario: 19,9%
- Sector Secundario: 14,8%
- Sector Terciario: 65,3%

## Economía

### Turismo

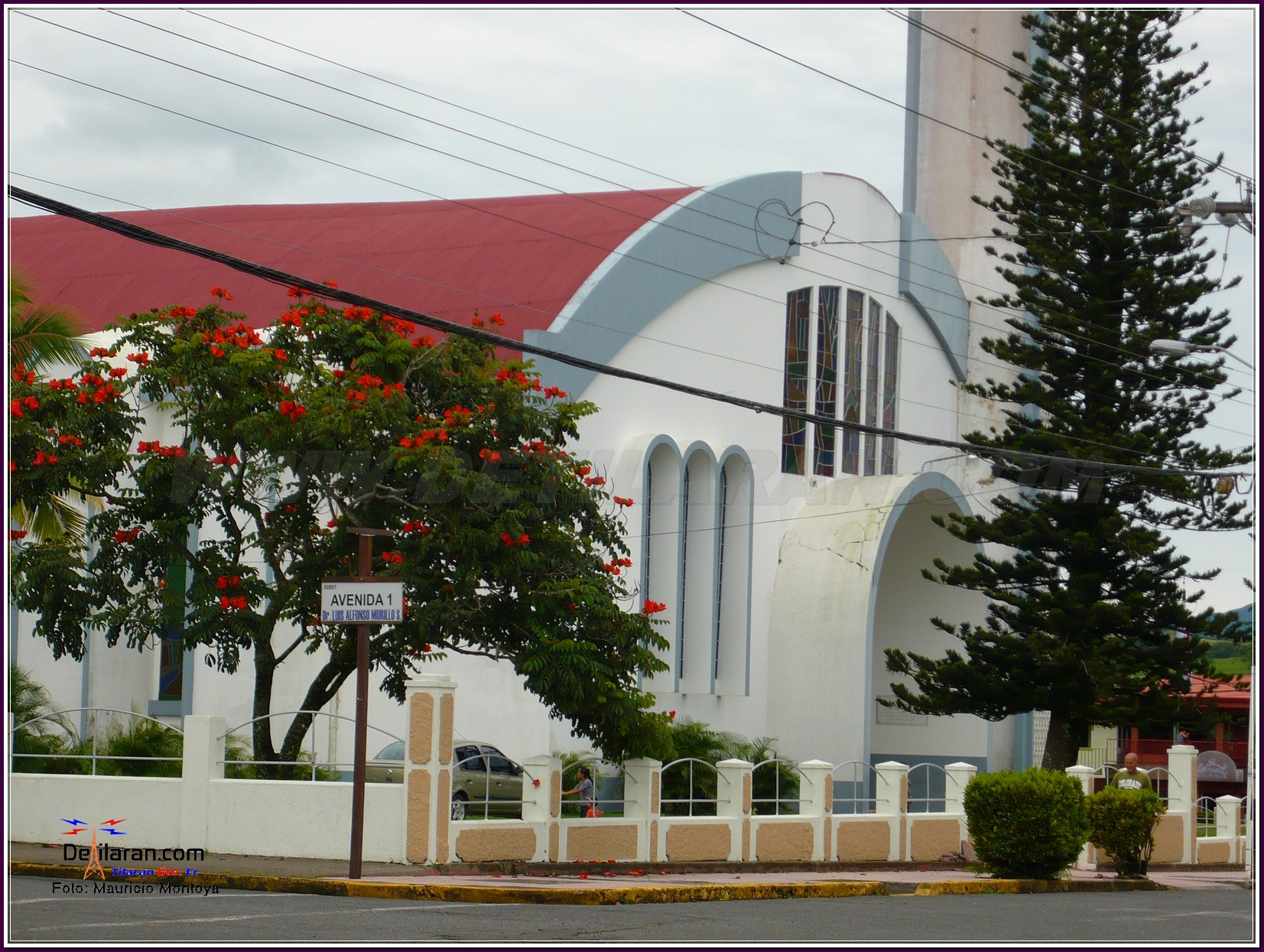
Iglesia Católica de Tilarán

La cercanía de este pueblo guanacasteco con el Lago Arenal, ha permitido llevar a cabo actividades deportivas como la “Vuelta al Lago en Bicicleta”, considerado el evento de ciclismo recreativo más grande de Centroamérica y el reconocido “Campeonato Nacional Ecuestre de Resistencia”, que establece su ruta alrededor de este lago.
Tilarán es famoso por sus fiestas, cuna de actividades como “Toros Extremos” donde se concentran las mejores ganaderías del país para llevar a cabo el espectáculo taurino de más auge y en uno de los escenarios taurinos más bellos del país.
Considerada por algunos como la cuna del Caballo Costarricense de Paso, Tilarán sigue dando de qué hablar en la cría y exportación de caballos de esta raza pues los animales provenientes de este cantón son los más cotizados del país por sus características y procedencia genética.
Tilarán era conocido antiguamente por sus minas de oro en el distrito de Líbano, y posteriormente, por el desarrollo del embalse del Lago Arenal y plantas generadoras de energía hidroeléctrica, así como eólica en la zona de Tejona. Hoy día es también una zona de vocación turística, especialmente en los alrededores del Lago Arenal y en los distritos de Arenal y Tronadora.
Tilarán es también la sede de la diócesis de Tilarán-Liberia que cubre toda la provincia de Guanacaste. Su primer obispo fue Monseñor Román Arrieta Villalobos , quien posteriormente se convertiría en Arzobispo de San José. Le sucedió Monseñor Héctor Morera Vega, actualmente retirado. El obispo actual es Monseñor Girardi, originario de Italia.
La población de Tilarán es oriunda mayoritariamente del Valle Central, en particular de pueblos de la provincia de Alajuela y Heredia como Atenas, Grecia, Sabanilla, Fraijanes y Poás, entre otros.
Actualmente se dan recorridos en Catamarán por el Lago Arenal, y se realizan algunas otros actividades en la zona como cabalgatas.